# San Saba (Texas)
San Saba ist die Bezirkshauptstadt und der Sitz der Countyverwaltung (County Seat) des San Saba Countys im Bundesstaat Texas der Vereinigten Staaten. Das U.S. Census Bureau hat bei der Volkszählung 2020 eine Einwohnerzahl von 3.117 ermittelt.

## Geographie
Die Stadt liegt nahe dem geografischen Zentrum von Texas und am U.S. Highway 190, 140 Kilometer nordwestlich von Austin, und hat eine Gesamtfläche von 4,7 km².

## Demografische Daten
Nach der Volkszählung im Jahr 2000 lebten hier 2.637 Menschen in 1.008 Haushalten und 680 Familien. Die Bevölkerungsdichte betrug 565,6 Einwohner pro km². Ethnisch betrachtet setzte sich die Bevölkerung zusammen aus 78,54 % weißer Bevölkerung, 0,64 % Afroamerikanern, 1,74 % amerikanischen Ureinwohnern, 0,11 % Asiaten und 17,33 % aus anderen ethnischen Gruppen. Etwa 1,63 % waren gemischter Abstammung und 31,51 % der Bevölkerung waren spanischer oder lateinamerikanischer Abstammung.
Von den 1.008 Haushalten hatten 30,9 % Kinder unter 18 Jahre, die im Haushalt lebten. 52,2 % davon waren verheiratete, zusammenlebende Paare. 11,8 % waren allein erziehende Mütter und 32,5 % waren keine Familien. 30,9 % aller Haushalte waren Singlehaushalte und in 18,7 % lebten Menschen, die 65 Jahre oder älter waren. Die Durchschnittshaushaltsgröße betrug 2,50 und die durchschnittliche Größe einer Familie belief sich auf 3,12 Personen.
27,0 % der Bevölkerung waren unter 18 Jahre alt, 6,5 % von 18 bis 24, 23,7 % von 25 bis 44, 20,1 % von 45 bis 64, und 22,7 % die 65 Jahre oder älter waren. Das Durchschnittsalter war 39 Jahre. Auf 100 weibliche Personen aller Altersgruppen kamen 82,4 männliche Personen. Auf 100 Frauen im Alter von 18 Jahren und darüber kamen 79,2 Männer.
Das jährliche Durchschnittseinkommen eines Haushalts betrug 27.758 United States Dollar (USD), das Durchschnittseinkommen einer Familie 31.582 USD. Männer hatten ein Durchschnittseinkommen von 24.207 USD gegenüber den Frauen mit 20.216 USD. Das Pro-Kopf-Einkommen betrug 14.192 USD. 19,6 % der Bevölkerung und davon 16,0 % der Familien lebten unterhalb der Armutsgrenze. Davon waren 29,9 % Kinder und Jugendliche unter 18 Jahren und 12,1 % waren 65 oder älter.

## Söhne und Töchter der Stadt
- Marion King Hubbert (1903–1989), Geologe und Geophysiker
- Tommy Lee Jones (* 1946), Schauspieler und Regisseur
- Thomas Stewart (1928–2006), Opernsänger im Stimmfach Bassbariton